# استان ها تین
استان‌ها تین (به لاتین: Hà Tĩnh Province) یک استان در ویتنام است که در منطقه شمال ساحل مرکزی واقع شده‌است.

## خصوصیات
استان‌ها تین ۶٬۰۵۵٫۶ کیلومترمربع مساحت و ۱٬۲۸۶٬۷۰۰ نفر جمعیت دارد.